# 中央聖吉爾

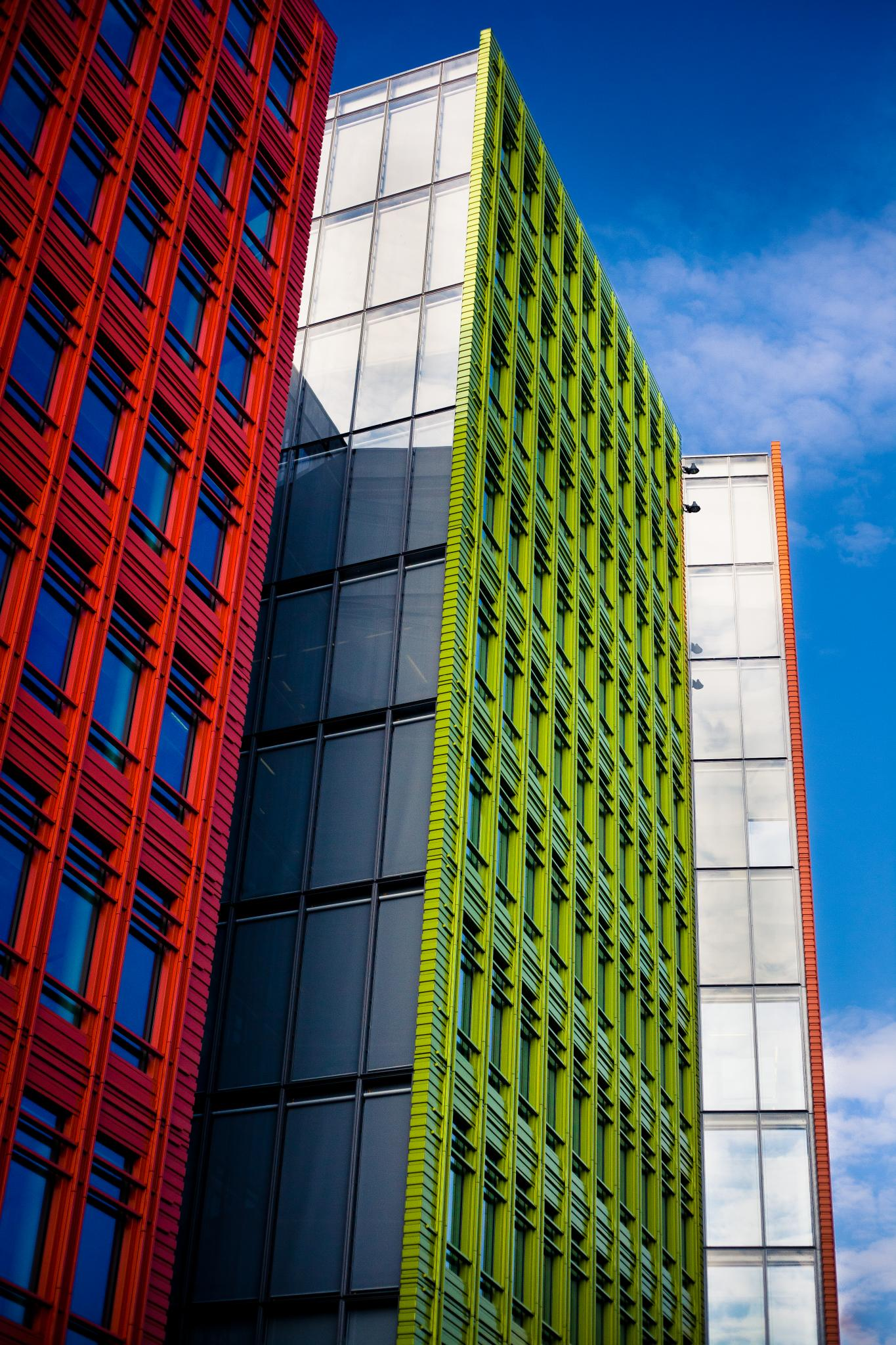

中央聖吉爾（Central Saint Giles）是英國倫敦的一座多用途建築，耗資4.5億英鎊，竣工於2010年5月。這座建築由義大利建築家Renzo Piano設計，也是他在英國的第一個作品。建築由兩棟建築構成。2022年1月，Google宣布購買該建築。

## 外部連結
- Central St. Giles Court / Renzo Piano & Fletcher Priest Architects （页面存档备份，存于） (ArchDaily) – description and images, including architectural drawings
- Central Saint Giles WC2 （页面存档备份，存于） – artists' impressions from Stanhope